# Li Chengbo
Li Chengbo (chinesisch 李成波, Pinyin Lǐ Chéngbō; * 1984) ist ein ehemaliger chinesischer Skispringer.

## Sportlicher Werdegang
2003 wurde er von Heinz Koch, einem österreichischen Skisprungtrainer, als einer der besten chinesischen Skispringer ausgewählt um in einem Team mit anderen Chinesen in Stams zu trainieren, wo er heute noch wohnt.
In der Folge startete er ab Ende 2003 bis Anfang 2005 im Continental-Cup, wo er es allerdings nie schaffte Punkte zu erzielen, da der 50. Platz sein bestes Ergebnis war. Außerdem nahm er 2005 an der Universiade in Innsbruck teil, wo er bei beiden Wettkämpfen letzter wurde.
Er nahm auch an den nordischen Skiweltmeisterschaften 2005 in Oberstdorf teil, die sein letzter internationaler Wettkampf waren. In der Qualifikation für beide Einzelwettbewerbe schied er jeweils als Letzter aus, aber in den Teamwettbewerben konnte er im Team mit Wang Jianxun, Li Yang und Tian Zhandong jeweils Vorletzter werden.